# Ermanno Wolf-Ferrari
Ermanno Wolf-Ferrari (12. januar 1876 – 21. januar 1948) var en italiensk/tysk komponist.
Han er kun kendt som komponist af operaer, hvoraf blot en enkelt har overlevet, nemlig den komiske enakter Il segreto di Susanna fra 1909.